# Sanda Bouba Oumarou
Pour les articles homonymes, voir Oumarou.
Sanda Bouba Oumarou, né le 1er janvier 1958, est un ancien joueur centrafricain de basket-ball.